# Pálffy Antal
Pálffy Antal (Várfalva, 1903. január 17. – Marosvásárhely, 1973. június 12.) erdélyi magyar pedagógiai író.

## Életpályája
Középiskoláit a kolozsvári Unitárius Kollégiumban végezte (1913–21), majd a budapesti Műegyetem hallgatója volt (1921–22), végül a kolozsvári I. Ferdinánd Egyetemen szerzett matematika szakos tanári képesítést (1922–26). 1926-tól 1961-ig a marosvásárhelyi Református Kollégiumban, illetve utódiskolájában, a Bolyai Farkas Líceumban, 1961–63 között a Papiu Ilarian Líceumban volt tanár.
A vásárhelyi találkozó előkészítő bizottsága nevében Tamási Áron kérte fel Iskolai nevelésünk, annak reformja és az iskolán kívüli népnevelés című előadás megtartására (levele 1937. augusztus 23-i keltezéssel), amire a Találkozó második napján (1937. október 3-án) került sor (közölte a Látó 1998/7). A Találkozó az ő előadása és a 22 hozzászólás alapján fogalmazta meg egyik határozatát „az iskolai és iskolán kívüli népnevelés kérdéseiről”.
Bolyai Farkas hagyatéka című székfoglalóját a Református Kollégium matematikatanári székébe való beiktatásakor tartotta; Bolyai Farkas, a pedagógus című tanulmánya a tudós halálának 100. évfordulójára kiadott Bolyai Farkas Emlékkönyv (1856–1956) (Marosvásárhely 1957) lapjain jelent meg. Ugyancsak Bolyai Farkasról egyfelvonásos színjátékot is írt, ezt a róla elnevezett líceum alapításának 400. évfordulóján az iskola műkedvelői mutatták be.